# Maxim Igorewitsch Belkow
Maxim Igorewitsch Belkow (russisch Максим Игоревич Бельков, englische Transkription Maxim Belkov; * 9. Januar 1985 in Ustinow) ist ein ehemaliger russischer Radrennfahrer, der auf Zeitfahren spezialisiert war.

## Sportliche Laufbahn
Maxim Belkow wurde 2004 und 2006 Zweiter in der Gesamtwertung des Giro delle Regioni. In der Saison 2005 wurde er russischer Zeitfahrmeister der U23-Klasse und Elite sowie 2006 bei der U23. 2007 wurde er U23-Europameister im Einzelzeitfahren.
Ab der Saison 2009 fuhr er für internationale Radsportteams, zunächst für das Professional Continental Team ISD. Er bestritt mit dem Giro d’Italia 2010 seine erste Grand Tour und beendete die Rundfahrt als 100. Nach einem Zwischstop beim Team Vacansoleil-DCM Pro Cycling Team wurde er 2012 Mitglied im russischen UCI WorldTeam Katusha. 2013 gewann Belkow die 13. Etappe des Giro d’Italia nach einer Soloflucht und erzielte damit den größten Erfolg seiner Karriere. Beim WorldTour-Etappenrennen Tour de Romandie 2015 gewann er die Berg- und Punktewertung.
Nach der Saison 2018 beendete Belkow im Alter von 33 Jahren seine Karriere als Radrennfahrer.

## Erfolge
2005
- Russischer Meister – Einzelzeitfahren (Elite und U23)

2006
- Russischer Meister – Einzelzeitfahren (U23)

2007
- Europameister – Einzelzeitfahren (U23)

2009
- Mannschaftszeitfahren Settimana Internazionale

2010
- Mannschaftszeitfahren Brixia Tour

2013
- Mannschaftszeitfahren Settimana Internazionale
- eine Etappe Giro d’Italia
- Mannschaftszeitfahren Tour des Fjords

2015
- Bergwertung und Punktewertung Tour de Romandie

## Grand-Tour-Platzierungen
| Grand Tour            | 2011 | 2012 | 2013 | 2014 | 2015 | 2016 | 2017 | 2018 |
| --------------------- | ---- | ---- | ---- | ---- | ---- | ---- | ---- | ---- |
| Giro d’ItaliaGiro     | 100  | –    | DNF  | 90   | 102  | 116  | 125  | 127  |
| Tour de FranceTour    | –    | –    | –    | –    | –    | –    | –    | –    |
| Vuelta a EspañaVuelta | –    | –    | –    | –    | –    | –    | 134  | –    |